# Самулі Паулагар'ю
Самулі Паулагар'ю (14 квітня 1875 — 6 лютого 1944) — фінський вчитель, етнограф і письменник. Отримав звання професора в жовтні 1943.

## Життєпис
Паулагар'ю народився в Курікка у 1875.
У 1901 закінчив учительську семінарію в Ювяскюля. Згодом працював в Уусікіркко, але в 1904 переїхав до Оулу, де працював учителем ремесел та мистецтв у школі для глухих дітей. Влітку Паулагар'ю збирав фольклор, а взимку писав свої твори та викладав у школі. Написав 21 книгу, сотні журнальних статей, зробив понад вісім тисяч фотографій та тисячі малюнків у своїх подорожах.
З 1908 Паулагар'ю також працював куратором музею в Оулу (Північна Пог'янмаа). Нині в музеї можна знайти дослідження та бібліотеку Паулагар'ю.
Самулі Паулагар'ю похований на кладовищі Оулу.